# .tm
.tm — в Інтернеті, національний домен верхнього рівня (ccTLD) для Туркменістану.

## Домени 2-го та 3-го рівнів
В цьому національному домені нараховується близько 334,000 вебсторінок (станом на січень 2007 року).
У наш час використовуються та приймають реєстрації доменів 3-го рівня наступні доменні суфікси (відповідно, існують такі домени 2-го рівня):
| Суфікс  | Регламентовані користувачі                                            |
| .biz.tm | Комерційні установи, корпорації                                       |
| .edu.tm | Наукові та дослідницькі установи, коледжі, університети або інститути |
| .gov.tm | Державні та урядові установи                                          |
| .pro.tm | Професійні організації                                                |